# (145523) Lulin
Pour les articles homonymes, voir Lulin.
(145523) Lulin est un astéroïde de la ceinture principale.

## Description
(145523) Lulin est un astéroïde de la ceinture principale. Il fut découvert le 7 mars 2006 à l'observatoire de Lulin par Hong Qin Lin et Ye Quan-Zhi. Il présente une orbite caractérisée par un demi-grand axe de 2,75 UA, une excentricité de 0,18 et une inclinaison de 10,9° par rapport à l'écliptique.

## Compléments